# Dan Perjovschi
Dan Perjovschi (Romania, 1961) és il·lustrador i escriptor, conegut internacionalment pels seus comentaris satírics de l'actualitat en forma de grans murals. En les seves intervencions site specific, Perjovschi omple l'espai de comentaris irònics sobre l'actualitat, amb vinyetes i dibuixos crítics amb el capitalisme, la globalització, les modes o la religió. Després de representar Romania a la Biennal de Venècia de 1999, les seves intervencions in situ s'han pogut veure al MoMA, la Tate Modern i en a museus i galeries d'arreu del món. A Barcelona l'estiu de 2017 va fer un mural al Pati de les Dones de la Casa de la Caritat.